# Kaori Icho
Kaori Icho (en japonés: 伊調馨, Ichō Kaori; Hachinohe, 13 de junio de 1984) es una deportista japonesa que compitió en lucha libre. Su hermana Chiharu compitió en en el mismo deporte.
Participó en cuatro Juegos Olímpicos de Verano, Atenas 2004, Pekín 2008, Londres 2012 y Río de Janeiro 2016, obteniendo una medalla de oro en cada participación. En los Juegos Asiáticos consiguió dos medallas, oro en Doha 2006 y plata en Busan 2002.
Ganó diez medallas de oro en el Campeonato Mundial de Lucha entre los años 2002 y 2015, y seis medallas en el Campeonato Asiático de Lucha entre los años 2004 y 2019.

## Palmarés internacional
| Juegos Olímpicos    | Juegos Olímpicos            | Juegos Olímpicos  | Juegos Olímpicos |
| Año                 | Lugar                       | Medalla           | Categoría        |
| ------------------- | --------------------------- | ----------------- | ---------------- |
| 2004                | Atenas (Grecia)             | Medalla de oro    | 63 kg            |
| 2008                | Pekín (China)               | Medalla de oro    | 63 kg            |
| 2012                | Londres (Reino Unido)       | Medalla de oro    | 63 kg            |
| 2016                | Río de Janeiro (Brasil)     | Medalla de oro    | 58 kg            |
| Campeonato Mundial  |                             |                   |                  |
| Año                 | Lugar                       | Medalla           | Categoría        |
| 2002                | Calcis (Grecia)             | Medalla de oro    | 63 kg            |
| 2003                | Nueva York (Estados Unidos) | Medalla de oro    | 63 kg            |
| 2005                | Budapest (Hungría)          | Medalla de oro    | 63 kg            |
| 2006                | Cantón (China)              | Medalla de oro    | 63 kg            |
| 2007                | Bakú (Azerbaiyán)           | Medalla de oro    | 63 kg            |
| 2010                | Moscú (Rusia)               | Medalla de oro    | 63 kg            |
| 2011                | Estambul (Turquía)          | Medalla de oro    | 63 kg            |
| 2013                | Budapest (Hungría)          | Medalla de oro    | 63 kg            |
| 2014                | Taskent (Uzbekistán)        | Medalla de oro    | 58 kg            |
| 2015                | Las Vegas (Estados Unidos)  | Medalla de oro    | 58 kg            |
| Juegos Asiáticos    |                             |                   |                  |
| Año                 | Lugar                       | Medalla           | Categoría        |
| 2002                | Busan (Corea del Sur)       | Medalla de plata  | 63 kg            |
| 2006                | Doha (Catar)                | Medalla de oro    | 63 kg            |
| Campeonato Asiático |                             |                   |                  |
| Año                 | Lugar                       | Medalla           | Categoría        |
| 2004                | Tokio (Japón)               | Medalla de oro    | 63 kg            |
| 2005                | Wuhan (China)               | Medalla de oro    | 63 kg            |
| 2008                | Jeju (Corea del Sur)        | Medalla de oro    | 63 kg            |
| 2011                | Taskent (Uzbekistán)        | Medalla de oro    | 63 kg            |
| 2015                | Doha (Catar)                | Medalla de oro    | 58 kg            |
| 2019                | Xian (China)                | Medalla de bronce | 57 kg            |